# Wittige druppeltrilzwam
De wittige druppeltrilzwam (Tremella globispora) is een schimmel tot de familie Tremellaceae. Hij is een in bomen levende saprotrofe schimmel. Hij ontwikkelt zich op het mycelium en de vruchtlichamen van boomschimmels uit de Sordariomycetes-klasse (zoals het hoekig schorsschijfje (Diatrype disciformi), Valsa clavigera en Denrostoma leiphemia). Hij komt voor op takken en twijgen van loof- en naaldbomen.

## Foto's

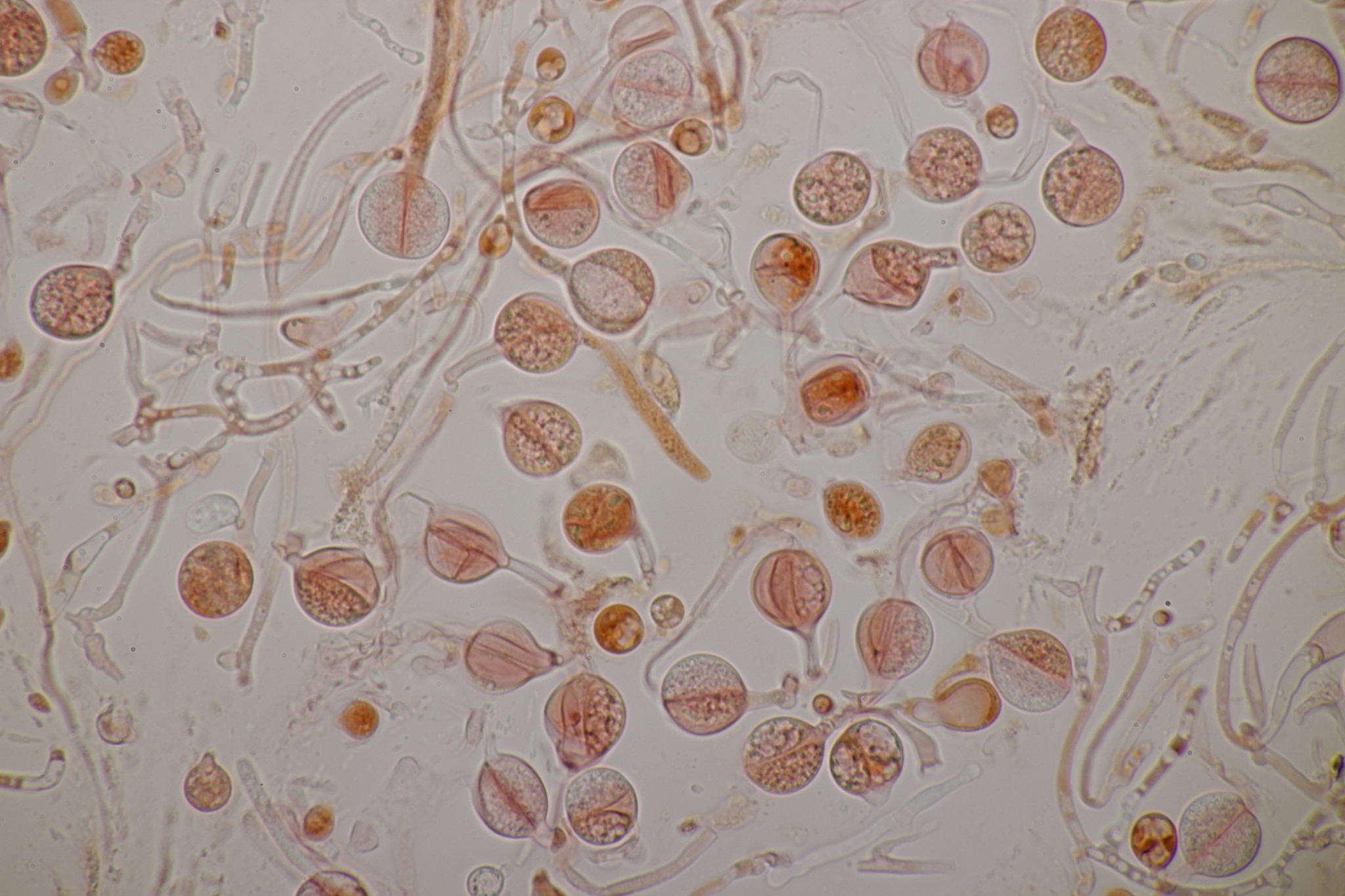
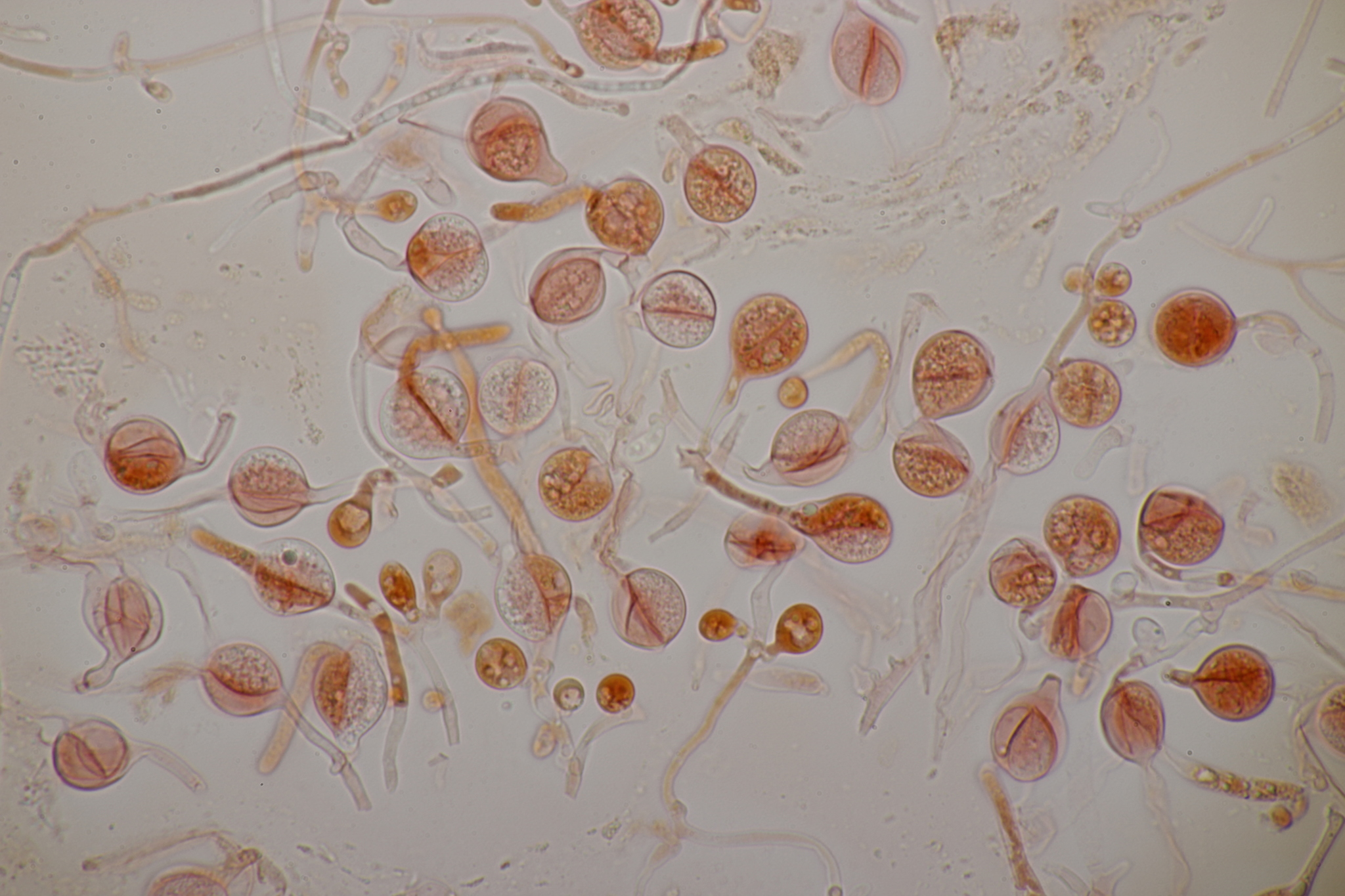

## Kenmerken
Verse vruchtlichamen zijn zachte, doorzichtige, rimpelige, onregelmatige bolletjes. Na het drogen veranderend in glazige, onopvallende, dunne en platte films die eruitzien als een kleurloos vernis.

### Microscopische kenmerken
De hyfen zijn glad, hyaliene (1-)2-4 µm, met gespen, enigszins dikwandig, gelatineus. Gezwollen cellen, citroenachtig tot ovaal, meestal dunwandig, soms dikwandig, 8-15(-20) × 6-9(-10) µm [Q=(1,00-) 1,06 tot 1,86 (-2,22)]; vaak citroenvormig met korte apicale ribbels, ribbels circa 1 tot 2 µm lang.
Basidia zijn meestal peervormig, 14-20 × (11-)13-16 µm (Q=1 tot 1,46), met stelen (2-) 6-20 (-26) × 1,5-4 (-5) µm lang. Ze zijn zowel longitudinaal als diagonaal gesepteerd. Ze hebben twee of vier sterigmata tot 100 µm lang en 2 tot 4 µm in diameter met licht gezwollen toppen. Basidiosporen ongeveer bolvormig, vaak breder dan de lengte, 7-9 × 8-9 µm [Q=(0,77-) 0,88-1,00 (-1,06)], glad, hyaliene. Conidia van variabele vorm, gevormd op sterigmata of rechtstreeks uit basidia in plaats van sterigmata, 3-6(-10) × 1,5-4,0 µm [Q=(1,00-) 1,50 tot 2,57 (-4,00)], glad, glazig.

## Verspreiding
Van de wittige druppeltrilzwam is bekend dat hij voorkomt op enkele plaatsen in Noord-Amerika, Zuid-Amerika, Europa en Australië. De meeste vondsten staan vermeld in Europa.
In Nederland komt hij vrij zeldzaam voor. Hij staat niet op de rode lijst en is niet bedreigd.

## Soortgelijke soorten
D. A. Reid isoleerde Tremella globispora uit Ascocoryne albida. Hij verschilt ervan door de aanwezigheid van gespen. Morfologisch lijkt T. globispora op Tremella bamboona, dat zich ook ontwikkelt op schimmels van de klasse Sordariomycetes. Beide soorten lijken erg op elkaar, ook in microscopische kenmerken. Het enige merkbare verschil is dat T. bamboona bruin-oranje is als hij droog is, terwijl T. globospora op vernis lijkt. Deze soorten moeten opnieuw worden onderzocht, aangezien het waarschijnlijk om dezelfde soort gaat.

## Taxonomie
De wittige druppeltrilzwam werd voor het eerst beschreven in 1970 door Derek Agutter Reid op de vruchtlichamen van het gewoon uitbreekkogeltje (Diaporthe eres) parasiteert op de bosbraam (Rubus fruticosus) in Engeland.